# Австрия на «Евровидении-1964»
Австрия принимала участие в «Евровидении 1964», проходившем в Копенгагене, Дания, 21 марта 1964 года. На конкурсе её представил Удо Юргенс с авторской песней «Warum nur, warum?», выступившая под номером 6. В этом году страна заняла шестое место, получив 11 баллов. Глашатаем конкурса от Австрии в этом году стал Вальтер Рихард Лангер, а в роли комментатора — Вилли Кралик (ORF).
Удо Юргенс выступала в сопровождении дирижёра Йоханнеса Феринга.
Юргенс был выбран путём внутреннего отбора телеканала ORF.

## Страны, отдавшие баллы Австрии
Жюри каждой страны присуждало оценки 5, 3 и 1 трём наиболее понравившимся песням
| Отдали Австрии… | Отдали Австрии… |
| 5 баллов        | 1 балл          |
| --------------- | --------------- |
| Италия Испания  | Бельгия         |

## Страны, получившие баллы от Австрии
| 5 баллов | Италия         |
| 3 балла  | Франция        |
| 1 балл   | Великобритания |